# Phragmipedium andreettae
Phragmipedium andreettae là một loài thực vật có hoa trong họ Lan. Loài này được P.J.Cribb & Pupulin mô tả khoa học đầu tiên năm 2006.